# A Fool There Was
A Fool There Was ist ein US-amerikanisches Stummfilmdrama des Regisseurs Frank Powell aus dem Jahr 1915. Der Film basiert auf dem gleichnamigen Broadway-Theaterstück von Porter Emerson Browne, das wiederum auf dem Gedicht The Vampire von Rudyard Kipling basiert. A Fool There Was ist einer der wenigen vollständig erhaltenen Filme mit Theda Bara in der Hauptrolle. Auch trug der Film maßgeblich zur Verbreitung des Begriffs „Vamp“ bei.

## Handlung
John Schuyler, ein reicher Wall-Street-Anwalt und Diplomat, ist ein Ehemann und hingebungsvoller Familienvater. Er wird ohne seine Frau und seine Tochter auf eine diplomatische Mission nach London geschickt. Auf dem Schiff lernt er eine Frau kennen, die als „eine Frau der Vampir-Spezies“ beschrieben wird, die ihren Charme einsetzt, um Männer zu verführen, um sie dann zu verlassen, nachdem sie ihr Leben ruiniert hat. Schuyler ist ein weiteres ihrer Opfer, das völlig unter ihre Kontrolle gerät. In dem Prozess, ihrem Willen zu erliegen, verlässt er seine Familie, verliert seinen Job, sein gesellschaftliches Ansehen und wird zum Alkoholiker. Alle Versuche seiner Familie, ihn zur Rückkehr zu bewegen, scheitern und der unglückliche „Narr“ stürzt immer tiefer in den körperlichen und geistigen Verfall, bis Schuyler schließlich stirbt. Die Schlussszene zeigt die „Vampirin“, wie sie Blütenblätter auf den Leichnam streut und geheimnisvoll lächelt.

## Sonstiges
- Der Film war auch ein Wendepunkt in der frühen Filmwerbung. Auf einer Pressekonferenz im Januar 1915 gab das Studio eine aufwendige fiktive Biographie von Theda Bara heraus, machte sie zu einer exotischen arabischen Schauspielerin und präsentierte sie in einem extravaganten Pelz-Outfit. Dann ließen sie absichtlich an die Presse durchsickern, dass das Ganze ein Schwindel war. Dies könnte einer der ersten Publicity-Gags Hollywoods gewesen sein.
- A Fool There Was wird fälschlicherweise oft als der erste Vampirfilm bezeichnet, obwohl der Begriff im Film wie auch in Kiplings Gedicht nur im übertragenen Sinne gebraucht wird.
- May Allison ist in ihrer ersten Filmrolle zu sehen.
- Regisseur Powell ist in einer Nebenrolle als Arzt zu sehen.
- 1922 entstand eine Neuverfilmung unter demselben Titel mit Estelle Taylor in der Hauptrolle.
- 2015 wurde A Fool There Was in das National Film Registry aufgenommen.